# درة دراز تشين (تشين)
درة دراز تشین (بالفارسية: دره درازچین) هي قرية تقع في إيران في قسم تشین الريفي. يقدر عدد سكانها بـ 152 نسمة بحسب إحصاء 2016.